# Gerard Willem van Marle
Gerard Willem van Marle, né en décembre 1752 à Zwolle et mort dans cette ville le 29 mai 1799, est un homme politique néerlandais.

## Biographie
Avocat à Zwolle, il entre aux États provinciaux d'Overijssel en 1779 puis aux États généraux des Provinces-Unies en 1780. Il soutient la Révolution batave et devient bourgmestre de Zwolle en 1785. Après la restauration orangiste de septembre 1787, il est chassé de la municipalité et sa maison est pillée par les soldats prussiens. Il réclame une indemnité qui lui est refusée en 1789.
En janvier 1795, lors de l'établissement de la République batave, il est élu à l'assemblée provisoire d'Overijssel et en est désigné le représentant aux États généraux le 16 mars. Le 27 janvier 1796, il est élu député de Kampen à la première assemblée nationale batave. Il en est élu le secrétaire du 1er au 31 mars puis président du 29 mai au 12 juin 1797. Fédéraliste, il tente en vain de convaincre les citoyens d'Overijssel d'adopter le projet de constitution présenté par référendum le 8 août 1797 et finalement rejeté. Réélu, il est arrêté après le coup d'État unitariste du 22 janvier 1798 et emprisonné à Voorpoort et à la Huis ten Bosch du 3 février au 12 août. Il en sort considérablement affaibli et meurt quelques mois plus tard.